# Рейчел (Невада)
Рейчел (англ. Rachel) — переписна місцевість (CDP) в США, в окрузі Лінкольн штату Невада. Населення — 48 осіб (2020).

## Географія
Рейчел розташований за координатами 37°39′3″ пн. ш. 115°44′3″ зх. д. / 37.65083° пн. ш. 115.73417° зх. д. (37.650958, -115.734122). За даними Бюро перепису населення США в 2010 році переписна місцевість мала площу 19,77 км², уся площа — суходіл.

### Клімат
| Клімат : Рейчел                              | Клімат : Рейчел | Клімат : Рейчел | Клімат : Рейчел | Клімат : Рейчел | Клімат : Рейчел | Клімат : Рейчел | Клімат : Рейчел | Клімат : Рейчел | Клімат : Рейчел | Клімат : Рейчел | Клімат : Рейчел | Клімат : Рейчел | Клімат : Рейчел |
| Показник                                     | Січ.            | Лют.            | Бер.            | Квіт.           | Трав.           | Черв.           | Лип.            | Серп.           | Вер.            | Жовт.           | Лист.           | Груд.           | Рік             |
| Абсолютний максимум, °C                      | 19,4            | 21,7            | 26,1            | 28,9            | 34,4            | 39,4            | 40,0            | 37,8            | 36,1            | 31,1            | 24,4            | 18,9            | 40,0            |
| Середній максимум, °C                        | 7,8             | 11,2            | 15,3            | 18,5            | 24,8            | 29,4            | 33,2            | 32,1            | 28,2            | 21,4            | 13,8            | 8,2             | 20,3            |
| Середній мінімум, °C                         | −9,8            | −6,6            | −3,7            | −0,4            | 4,4             | 8,6             | 12,1            | 10,8            | 5,3             | −0,8            | −5,9            | −9,9            | 0,3             |
| Абсолютний мінімум, °C                       | −29,4           | −27,2           | −13,9           | −11,7           | −6,7            | −2,8            | 2,2             | 1,7             | −4,4            | −11,7           | −18,3           | −27,8           | −29,4           |
| Норма опадів, мм                             | 8               | 19              | 10              | 13              | 8               | 9               | 21              | 12              | 7               | 11              | 12              | 9               | 139             |
| -------------------------------------------- | --------------- | --------------- | --------------- | --------------- | --------------- | --------------- | --------------- | --------------- | --------------- | --------------- | --------------- | --------------- | --------------- |
| Джерело: The Western Regional Climate Center |                 |                 |                 |                 |                 |                 |                 |                 |                 |                 |                 |                 |                 |

## Демографія
Згідно з переписом 2010 року, у переписній місцевості мешкали 54 особи в 32 домогосподарствах у складі 14 родин. Густота населення становила 3 особи/км². Було 45 помешкань (2/км²).
Расовий склад населення:
| - 94,4 % — білих - 3,7 % — азіатів - 1,9 % — осіб інших рас |

До двох чи більше рас належало 0,0 %. Частка іспаномовних становила 11,1 % від усіх жителів.
За віковим діапазоном населення розподілялося таким чином: 5,6 % — особи молодші 18 років, 70,3 % — особи у віці 18—64 років, 24,1 % — особи у віці 65 років та старші. Медіана віку мешканця становила 52,5 року. На 100 осіб жіночої статі у переписній місцевості припадало 145,5 чоловіків; на 100 жінок у віці від 18 років та старших — 168,4 чоловіків також старших 18 років.
Цивільне працевлаштоване населення становило 87 осіб. Основні галузі зайнятості: сільське господарство, лісництво, риболовля — 67,8 %, публічна адміністрація — 32,2 %.